# Gedion Zelalem
Gedion Zelalem (Berlim, 26 de janeiro de 1997) é um futebolista teuto-americano que atua como meio-campista. Atualmente joga pelo New York City FC.

## Carreira

### Categorias de base
Zelalem iniciou a carreira aos 5 anos de idade, jogando nas categorias de base do BFC Germannia 1888 entre 2002 e 2003, quando foi para a academia de formação de atletas do Hertha Berlim.
Mudou-se para os Estados Unidos em 2006, juntamente com seu pai - a mãe do jogador falecera um ano antes. Em território americano, atuou por MSC United, Bethesda SC e Olney Rangers, chamando a atenção do Arsenal.

### Arsenal e empréstimos
Em 2013, Danny Karbassiyoon (ex-jogador do Arsenal e olheiro do clube na América do Norte) descobriu Zelalem em um jogo da Dallas Cup. Depois de pedir aos treinadores para que ele participasse dos treinamentos dos Gunners, o jovem atleta aceitou o pedido de Karbassiyoon e viajou para Londres. Inscrito na lista de 24 jogadores que fariam a pré-temporada na Ásia, Zelalem participou dos amistosos contra uma seleção de melhores jogadores da Indonésia, a Seleção Vietnamita e o Nagoya Grampus, cujas atuações renderam críticas positivas, chegando a ser comparado com Cesc Fàbregas.
Relacionado para o segundo jogo do Arsenal na Premier League de 2013–14 contra o Fulham, não entrou em campo e ainda sofreu uma lesão no joelho que o deixou afastado por 2 meses. Retornou aos gramados em novembro, em jogo válido pela Liga dos Campeões Sub-19 contra o Borussia Dortmund. Sua estreia como jogador profissional do Arsenal foi na Copa da Inglaterra, entrando no lugar de Alex Oxlade-Chamberlain na vitória sobre o Coventry City por 4 a 0. Zelalem ainda jogou 3 vezes pelo Arsenal: uma pela Liga dos Campeões da UEFA de 2014–15, na vitória por 4 a 1 sobre o Galatasaray), substituindo Aaron Ramsey, e 2 pela Copa da Liga Inglesa, contra Nottingham Forest (substituiu Chuba Akpom) e Reading (novamente sucedendo Oxlade-Chamberlain).
Em agosto de 2015, Zelalem foi emprestado ao Rangers, disputando 28 jogos (25 pelo Campeonato Escocês da Segunda Divisão). Foi novamente emprestado em 2017, desta vez para o VVV-Venlo. Neste clube, o meio-campista fez o seu primeiro gol como profissional, na vitória por 7 a 0 sobre o Helmond Sport, pela segunda divisão holandesa. De volta ao Arsenal após o encerramento do empréstimo, Zelalem não voltaria a ser utilizado por Arsène Wenger em jogos oficiais, deixando os Gunners em fevereiro de 2019.

### Volta aos Estados Unidos
Contratado pelo Sporting Kansas City em março de 2019, Zelalem disputou apenas um jogo pela Major League Soccer, contra o FC Cincinnati. Emprestado ao Swope Park Rangers, entrou 2 vezes em campo.

## Carreira internacional
Entre 2012 e 2013, o meio-campista representou as seleções de base da Alemanha, e desde 2015 atua pela seleção Sub-23 dos Estados Unidos. Antes de conseguir a cidadania norte-americana em 2014, também foi considerado elegível para defender a Etiópia, onde seus pais nasceram. Em outubro de 2013, o técnico Sewnet Bishaw e o ministro de Relações Exteriores Tedros Adhanom afirmaram que Zelalem pudesse jogar pelo país africano, porém o meia recusou.

## Títulos
Rangers
- Campeonato Escocês da Segunda Divisão: 2015–16
- Scottish Challenge Cup: 2015–16

VVV-Venlo
- Eerste Divisie: 2016–17

New York City FC
- MLS Cup: 2021